# Józefów-Kolonia
Józefów-Kolonia (pronunciación en polaco: /juˈzɛfuf kɔˈlɔɲa/) es un pueblo ubicado en el distrito administrativo de Gmina Poddębice, dentro del Distrito de Poddębice, Voivodato de Łódź, en Polonia central. Se encuentra aproximadamente a 6 kilómetros al noroeste de Poddębice y a 42 kilómetros al noroeste de la capital regional Łódź.